# Pierre Laffitte
Pierre Laffitte (Saint-Paul, 1º gennaio 1925 – Cagnes-sur-Mer, 7 luglio 2021) è stato un politico e ingegnere francese, senatore per il Partito Radicale.

## Biografia
Laureato in ingegneria mineraria, venne nominato direttore del  Bureau de récherches géologiques, gèophisiques et minières nel 1953; nel 1973 divenne direttore e poi presidente del consiglio di perfezionamento della École nationale supérieure des mines di Parigi. Presiedette anche l'Associazione franco-tedesca per la scienza e la tecnologia.
Membro del Partito Radicale francese, il 14 maggio 1985 venne eletto senatore per la regione delle Alpi Marittime (dipartimento nel quale nacque), carica che ricoprì fino al settembre 2008, dopo essere stato rieletto nel 1989 e nel 1998. Dal 2007 al 2008 fu anche presidente del gruppo parlamentare Raggruppamento Democratico e Sociale Europeo.
Fu fondatore e presidente del parco tecnologico Sophia-Antipolis, nato nel 1970 sulla riviera francese, che è tuttora il parco scientifico più grande d'Europa e rappresenta un punto di riferimento internazionale; una sorta di risposta francese alla Silicon Valley statunitense. Il parco è sede di numerose attività culturali e scientifiche, varie aziende e poli di ricerca universitari; organizza spesso convegni su argomenti tematici generalmente correlati alle tecnologie multimediali.

## Opere
- Métallogénie de la France
- Carte minière du globe sur fond tectonique au 1/20 000 000 (UNESCO)
- Traité d'informatique géologique
- Les Technopoles en France (Encyclopædia Universalis)
- Sophia Antipolis. Naissance d'une Ville ?
- L'Accès au savoir par la télévision (Editions Economica)